# Nanling, Yunnan
Nanling (kinesiska: 南岭, 南岭乡) är en socken i Kina. Den ligger i provinsen Yunnan, i den sydvästra delen av landet, omkring 380 kilometer sydväst om provinshuvudstaden Kunming. Antalet invånare är 24 059. Befolkningen består av 11 222 kvinnor och 12 837 män. Barn under 15 år utgör 16,0 %, vuxna 15-64 år 75 %, och äldre över 65 år 7,0 %.
Genomsnittlig årsnederbörd är 1 525 millimeter. Den regnigaste månaden är juli, med i genomsnitt 409 mm nederbörd, och den torraste är februari, med 4 mm nederbörd.